# Polizeidirektion Görlitz

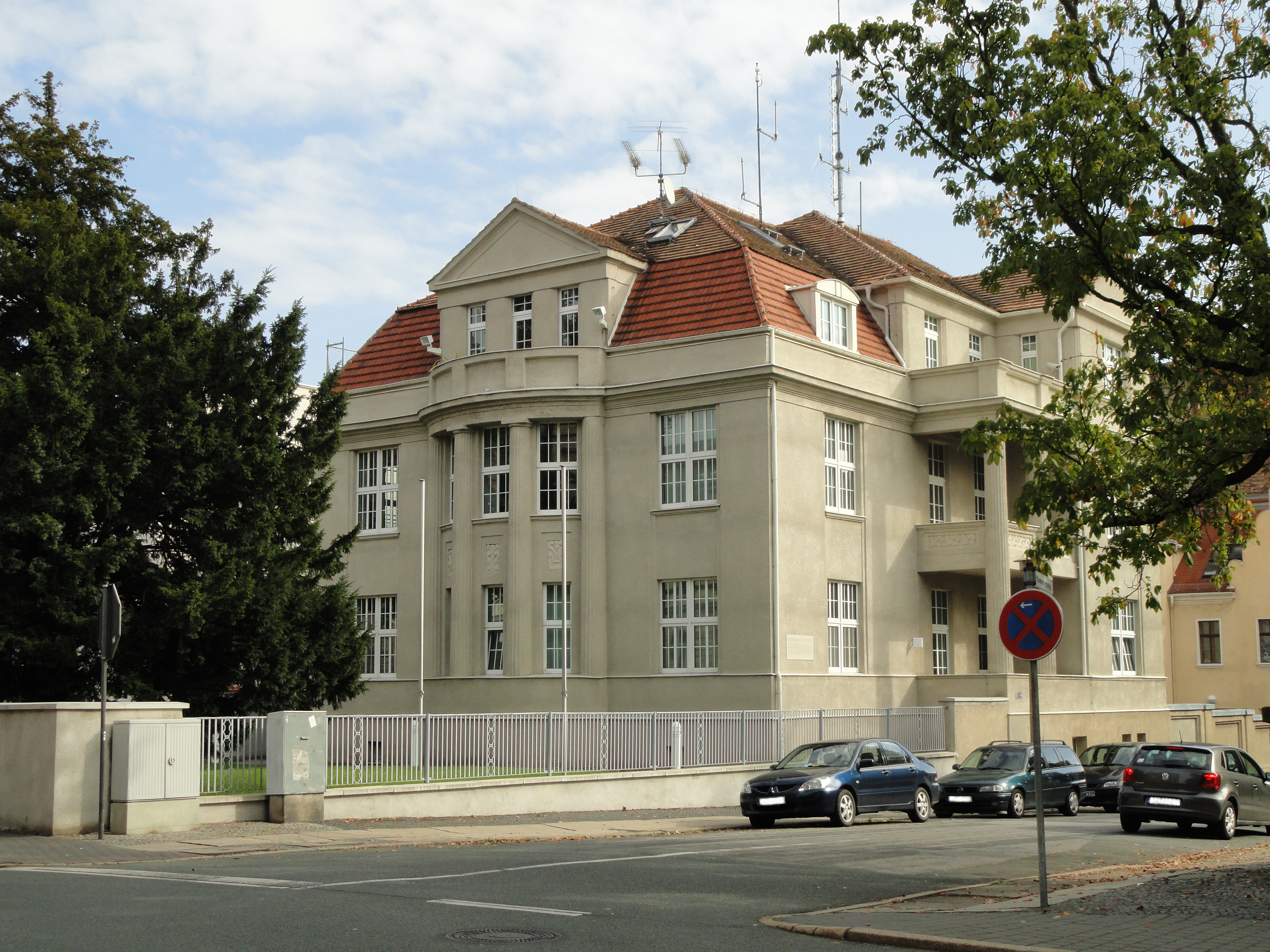
Ehemaliger Sitz der Polizeidirektion in der Villa James-von-Moltke-Straße 7 in Görlitz, heute leerstehend.

Die Polizeidirektion Görlitz (kurz: PD Görlitz, ehemals Polizeidirektion Oberlausitz-Niederschlesien) ist eine Polizeibehörde der Landespolizei Sachsen im Osten des Freistaats. Die Polizeidirektion hat ihren Sitz in Görlitz. Im Jahr 2010 arbeiteten im Bereich der Polizeidirektion 1426 Polizisten.
Die Polizeidirektion Oberlausitz-Niederschlesien entstand im Jahr 2005 nach Fusion der Polizeidirektionen Bautzen und Görlitz. Seit 2013 trägt die Behörde den Namen Polizeidirektion Görlitz.

## Direktionsgebiet
Zur Direktion gehören die Landkreise Bautzen und Görlitz und somit der gesamte sächsische Teil der Oberlausitz. Sie erstreckt sich von der polnischen Grenze an der Lausitzer Neiße im Osten bis an den Stadtrand von Dresden im Westen. Nördlich begrenzt die Landesgrenze zu Brandenburg und südlich die Staatsgrenze zur Tschechischen Republik den Direktionsbezirk.
Im 4497 Quadratkilometer großen Direktionsbezirk lebten im Jahr 2008 rund 614.000 Bürger in 132 Städten und Gemeinden. Sie ist die flächenmäßig größte Polizeidirektion in Sachsen. Die gemeinsame Grenze zu Polen beträgt 119 Kilometer und die Grenze zur Tschechischen Republik 79 Kilometer.

## Polizeireviere und Organisation

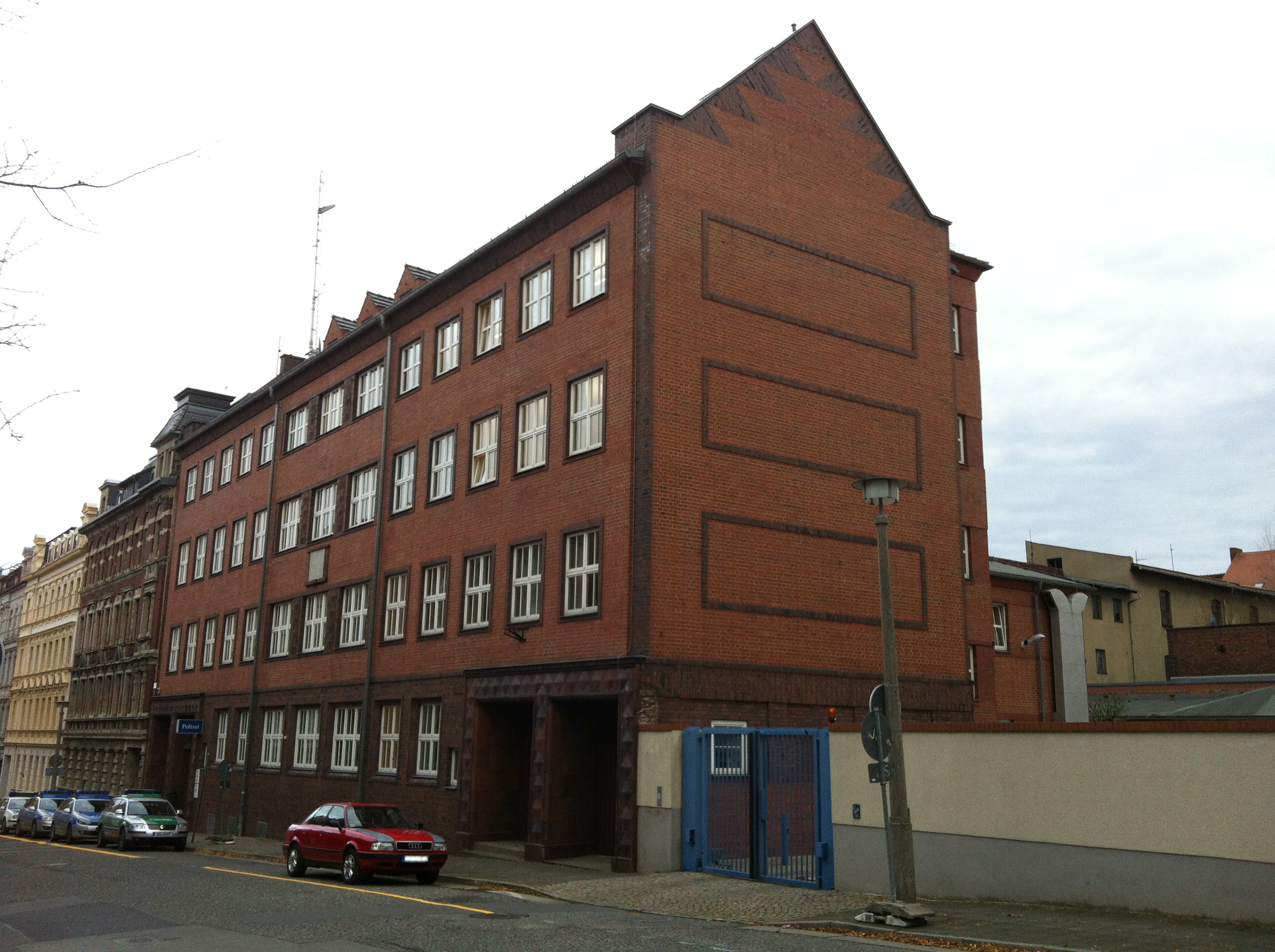
Polizeirevier Görlitz auf der Gobbinstraße

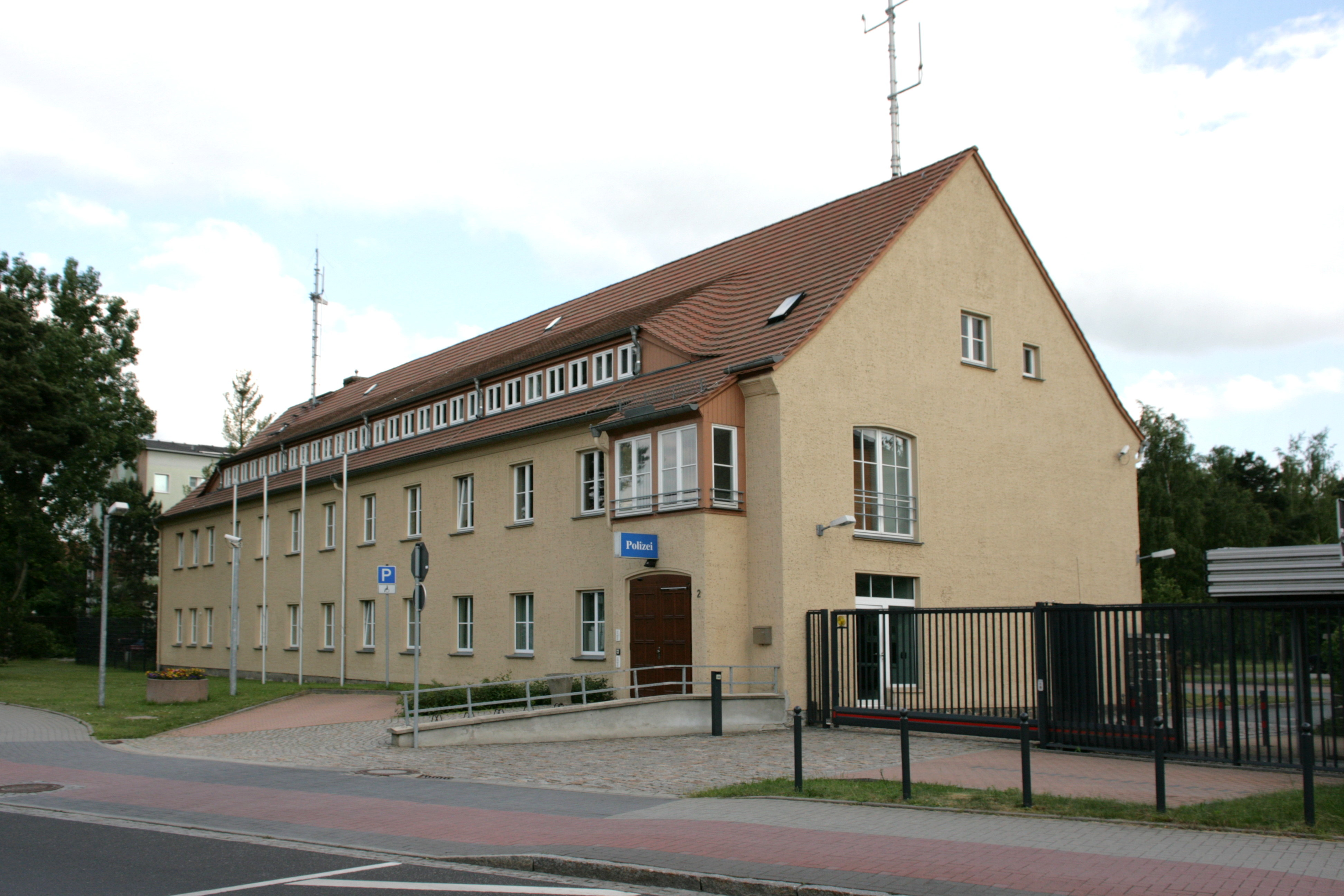
Polizeistandort Niesky auf der Hermann-Klenke-Straße

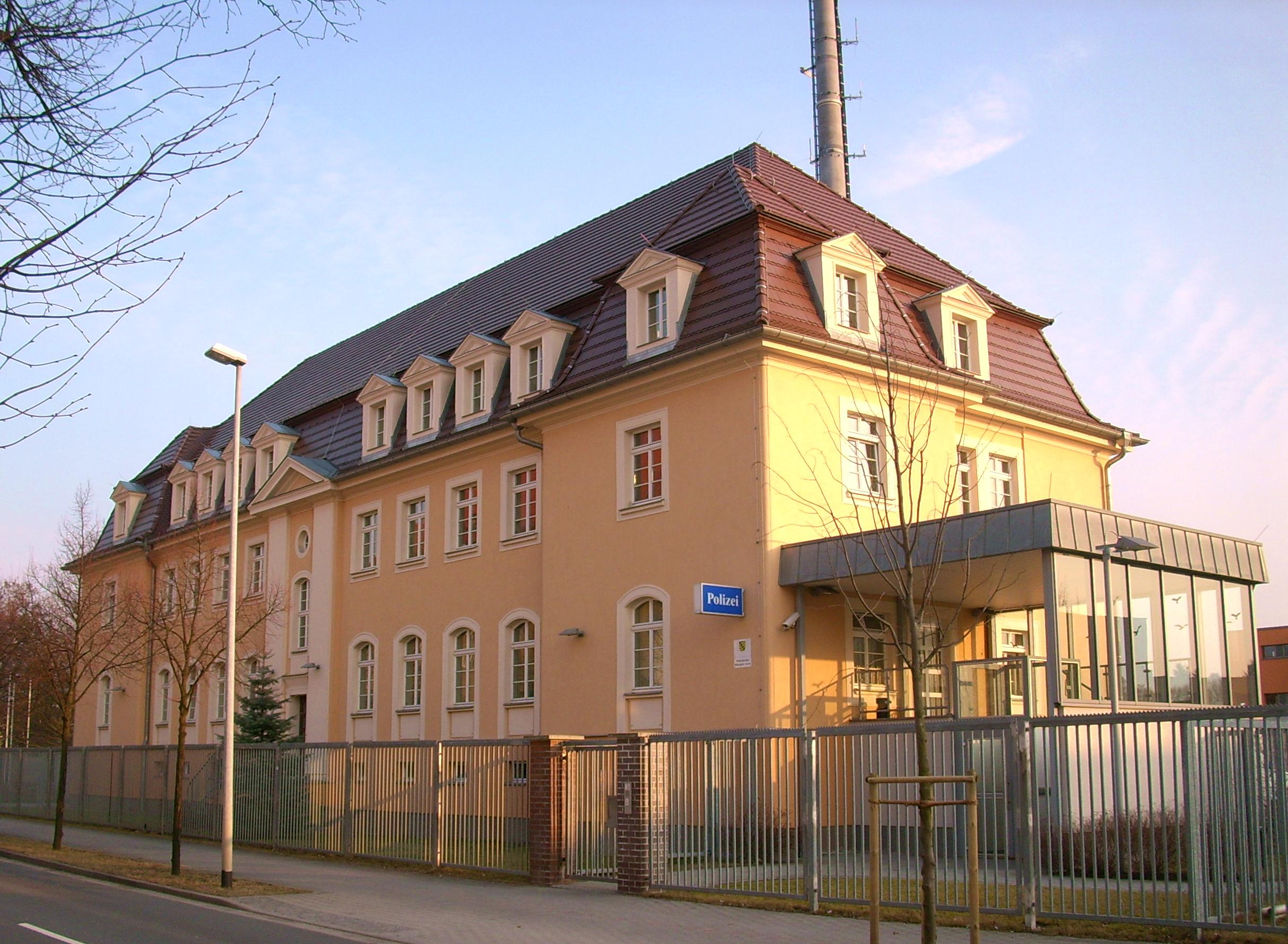
Polizeirevier Hoyerswerda auf der Salomon-Gottlob-Frentzel-Straße

Die Polizeidirektion unterhält sieben Polizeireviere in den größeren Städten, darunter auch ein Autobahnpolizeirevier in Bautzen. Das Autobahnpolizeirevier ist nur für den 92,5 Kilometer langen Abschnitt der Bundesautobahn 4 zwischen der Anschlussstelle Hermsdorf und dem deutsch-polnischen Grenzübergang Ludwigsdorf/Jędrzychowice zuständig. Die weiteren sechs Reviere der Kategorie I befinden sich in den Städten Bautzen, Görlitz, Hoyerswerda, Kamenz, Weißwasser und Zittau. 23 weitere kleinere Reviere und Dienstposten sind den Hauptrevieren in den sechs Städten untergeordnet.
| Hauptrevier                   | nachgeordnete Dienststellen                               |
| ----------------------------- | --------------------------------------------------------- |
| Polizeirevier Bautzen         | Polizeistandort Bischofswerda                             |
| Polizeirevier Bautzen         | Polizeistandort Wilthen                                   |
| Polizeirevier Bautzen         | Polizeistandort Großdubrau                                |
| Polizeirevier Bautzen         | Polizeistandort Sohland/Spree                             |
| Polizeirevier Görlitz         | Polizeistandort Niesky                                    |
| Polizeirevier Görlitz         | Polizeistandort Reichenbach                               |
| Polizeirevier Görlitz         | Polizeistandort Rothenburg                                |
| Polizeirevier Hoyerswerda     | Polizeistandort Bernsdorf                                 |
| Polizeirevier Hoyerswerda     | Polizeistandort Königswartha                              |
| Polizeirevier Hoyerswerda     | Polizeistandort Lauta                                     |
| Polizeirevier Hoyerswerda     | Polizeistandort Wittichenau                               |
| Polizeirevier Kamenz          | Polizeistandort Radeberg                                  |
| Polizeirevier Kamenz          | Polizeistandort Großröhrsdorf                             |
| Polizeirevier Kamenz          | Polizeistandort Königsbrück                               |
| Polizeirevier Kamenz          | Polizeistandort Ottendorf-Okrilla                         |
| Polizeirevier Weißwasser      | Polizeistandort Bad Muskau                                |
| Polizeirevier Weißwasser      | Polizeistandort Boxberg                                   |
| Polizeirevier Zittau-Oberland | Polizeistandort Löbau                                     |
| Polizeirevier Zittau-Oberland | Polizeistandort Seifhennersdorf (Sitz in Seifhennersdorf) |
| Polizeirevier Zittau-Oberland | Polizeistandort Ebersbach                                 |
| Polizeirevier Zittau-Oberland | Polizeistandort Großschönau                               |
| Polizeirevier Zittau-Oberland | Polizeistandort Neugersdorf                               |
| Polizeirevier Zittau-Oberland | Polizeistandort Oppach                                    |
| Polizeirevier Zittau-Oberland | Polizeistandort Ostritz                                   |
| Polizeirevier Zittau-Oberland | Polizeistandort Seifhennersdorf                           |

Des Weiteren sind in Görlitz die Kriminalpolizeiinspektion sowie die Inspektionen Zentrale Dienste angesiedelt.

## Sitz der Direktion

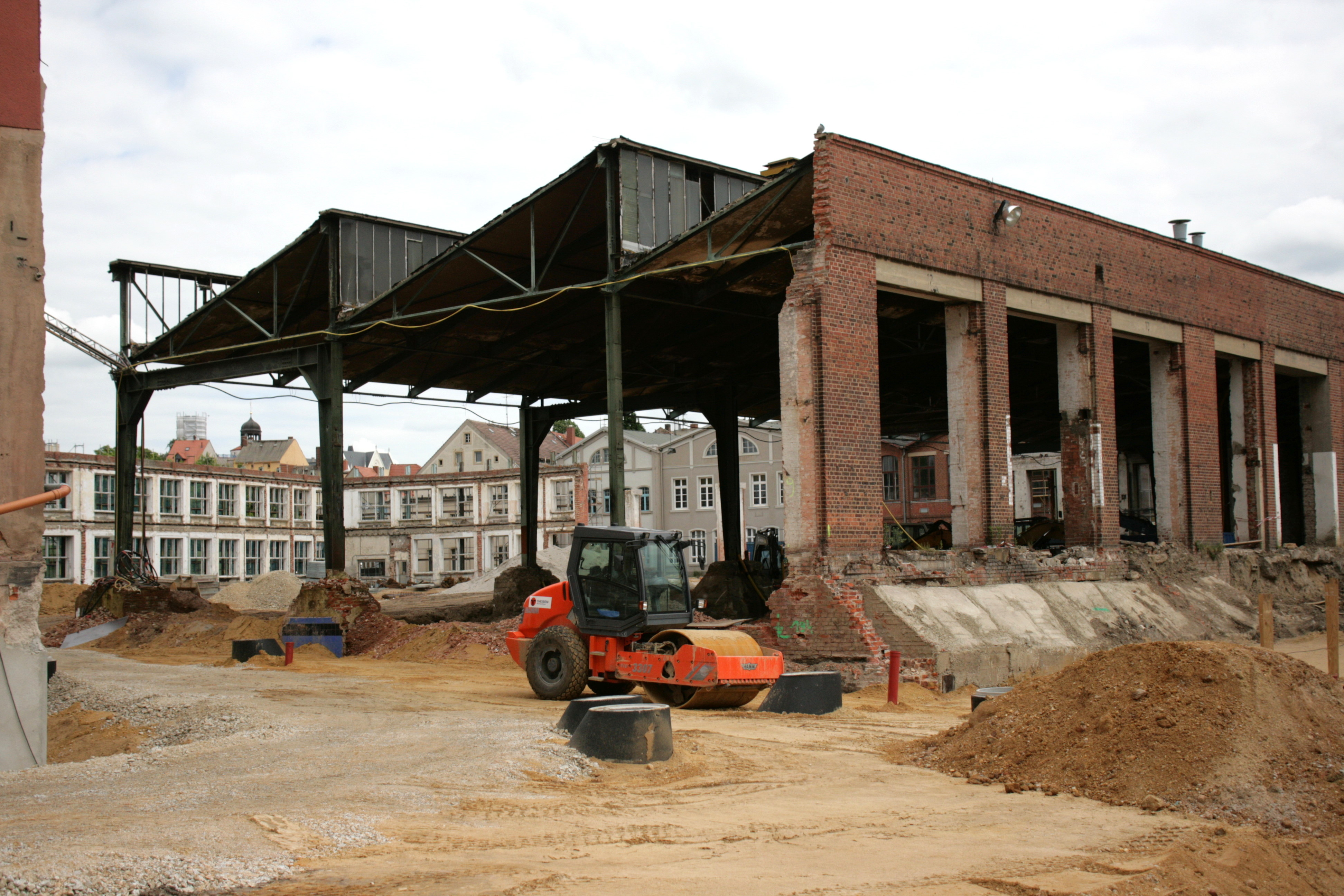
Bauarbeiten am neuen Sitz der Polizeidirektion im ehemaligen Waggonbauwerk I in Görlitz

Die Polizeidirektion hat ihren Sitz in einer Villa auf der James-von-Moltke-Straße in Görlitz. Im Jahr 2009 begannen die Abriss- und Umbauarbeiten für den neuen Sitz der Polizeidirektion auf der Brunnenstraße im Industrieensamble des ehemaligen Werks I des Görlitzer Waggonbaus.
Im Jahr 2015 erfolgte der Umzug beinahe aller Abteilungen der Polizeidirektion, der Kriminalpolizeiinspektion Görlitz und der Einsatzgruppe, die ihren Sitz am Flugplatz in Görlitz hatte, in das Objekt an der neuen Adresse Conrad-Schiedt-Straße 2.